# Escudo de Castrillón

Escudo de Castrillón.

El escudo de Castrillón (Principado de Asturias) está dividido en dos partes y lleva la corona Real de España sobre él:
- La de la izquierda contiene un Campo de Azur, con una torre almenada que representa el Castillo de Gauzón sobre un monte verde y encima la Cruz de la Victoria, con las letras del alfabeto griego alfa y omega.
- La de la derecha contiene un Campo de Gules y una nave de guerra de oro que atraviesa el mar para romper la cadena que une dos torres. Fue tomado del escudo de Avilés cuando Castrillón fue incorporado, así como lo cogieron varios concejos más. Representa la conquista de Sevilla, a la que fueron a ayudar a recuperar.

- Datos: Q6431123